# Wiwen Nilsson

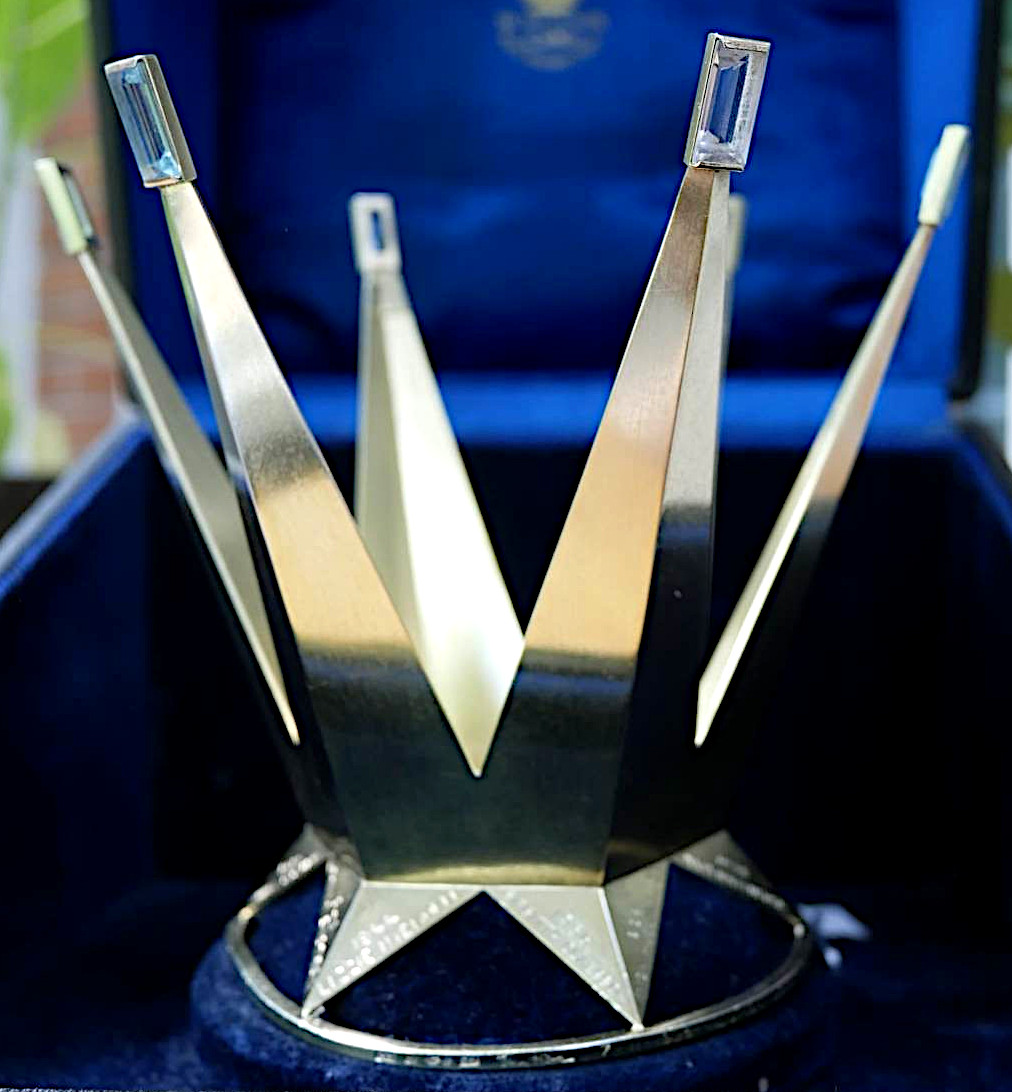
Brudkronan i Lunds domkyrka tillverkad av Wiwen Nilsson.

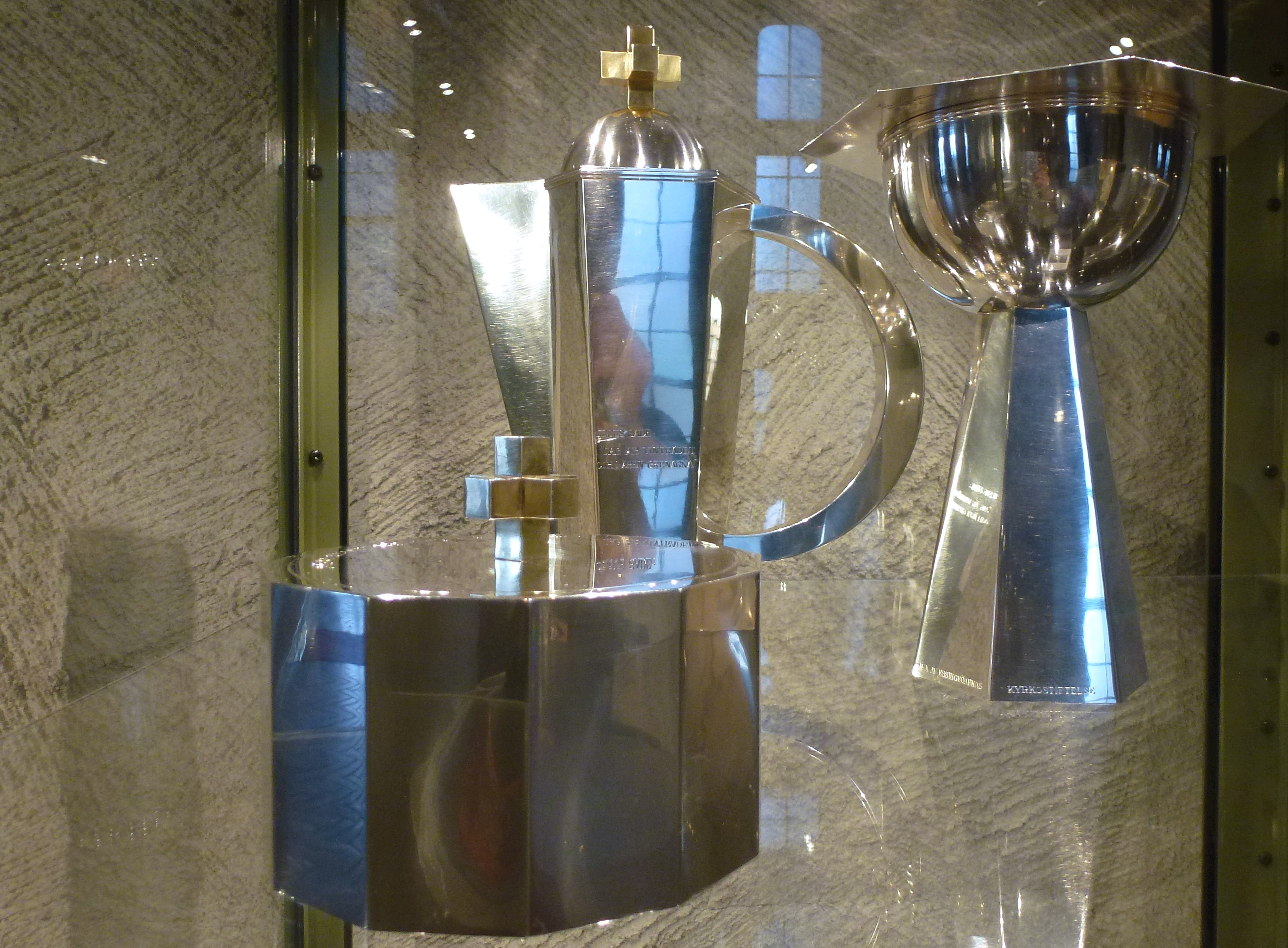
Nattvardssilvret i Essinge kyrka.

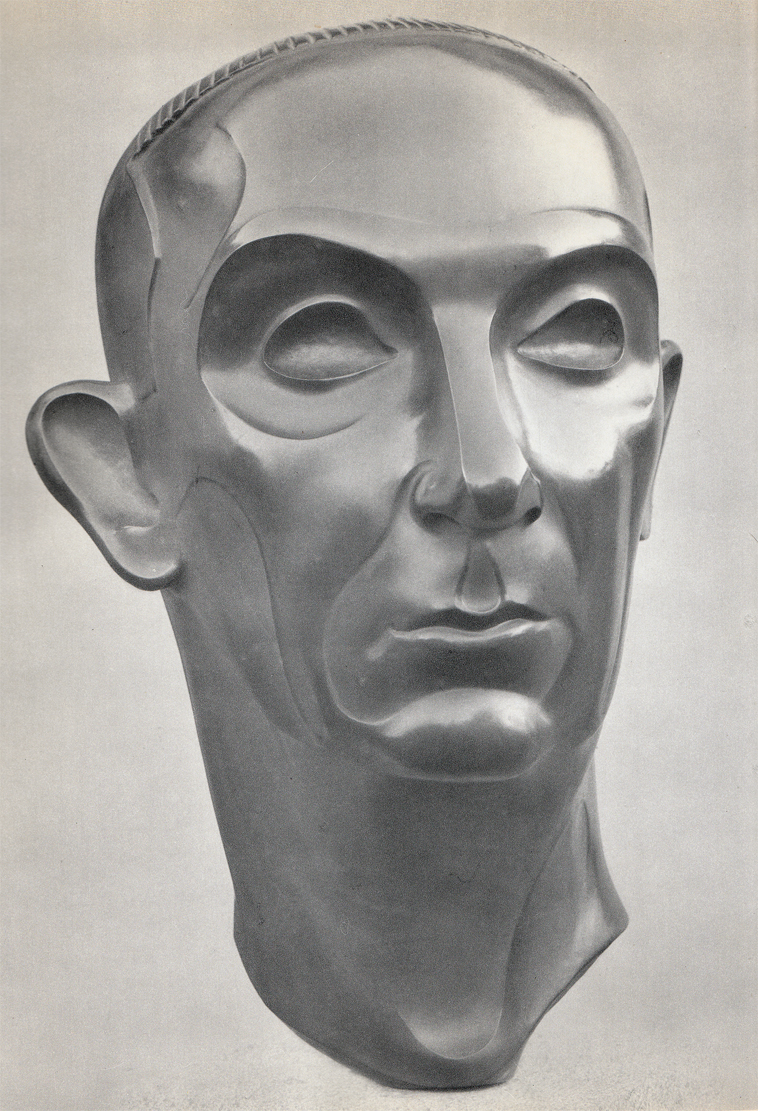
Porträtt av Wiwen Nilsson i brons av Christian Berg 1943.

Karl Edvin (Wiwen) Nilsson, från 1954 Karl Edvin Wiwen-Nilsson, född 19 maj 1897 i Köpenhamn, död 8 januari 1974 i Lund, var en svensk silversmed och hovjuvelerare.

## Biografi
Wiwen Nilsson lärde sig yrket genom att praktisera hos sin far guld- och silversmeden Anders Nilsson i Lund och utbildade sig sedan i Tyskland 1913–1914 samt 1919–1920, Danmark 1917–1918 och Frankrike 1924–1925. År 1927 övertog han sin fars verkstad i Lund.
Wiwen Nilsson gjorde debut vid Göteborgsutställningen 1923 och blev där uppmärksammad för en stram kaffeservis som dömdes ut av kritiken som "meningslösa strutformer". Han fick revansch sju år senare vid Stockholmsutställningen 1930 då hans djärva och nyskapande modernism gjorde succé. Han var dock ingen entydig modernist. Det rikt flödet av såväl profant som sakralt silver under de följande decennierna avslöjar att hans förkärlek för avskalade geometriska plan och ytor hade samband med skönhetsvärden. Hans modernism hade inget med funktionalismen att göra utan var estetiskt betingad.  
Wiwen Nilsson blev en av 1900-talets mest uppmärksammade silversmeder, såväl i Sverige som internationellt. Under 1940-talet hade han också butik i New York. Biskopskräklan i Lund är av hans hand liksom sigillet – i samarbete med Nils Wedel – för Göteborgs universitet, idag använt som universitetets logotyp. Han gjorde även ett förgyllt skrin som var riksgåvan till Gustav VI Adolf på 80-årsdagen 1962. 
För Ystad-Metall formgav Wiwen Nilsson bland annat vaser, fat och speglar i tenn. Han formgav också ordenstecknet för den svenska tertiärorden Sodalitium Confessionis Apostolicae. 
Hans arbeten, bordssilver, serviser, smycken och liknande är ofta förekommande på kvalitetsauktioner och betingar mycket höga priser. 
Nilsson är representerad bland annat på Nationalmuseum, Röhsska museet, Postmuseum, Nordiska museet, Nasjonalmuseet och Victoria and Albert Museum. Kulturen i Lund har en permanent utställning om honom. 
Wiwen Nilsson gifte sig första gången 1925 med Lillemor von Johnstone, som avled 1932, och andra gången 1936 med farm. kand. Märta Thunberg, som var dotter till Torsten Thunberg. De är begravda på Norra kyrkogården i Lund.